# سیارک ۶۰۰۰۶
سیارک ۶۰۰۰۶ (به انگلیسی: 60006 Holgermandel، نامگذاری:1999TB16)۶۰۰۰۶مین سیارک کشف شده‌است که در ۱۳ اکتبر ۱۹۹۹ کشف شد.